# 号管

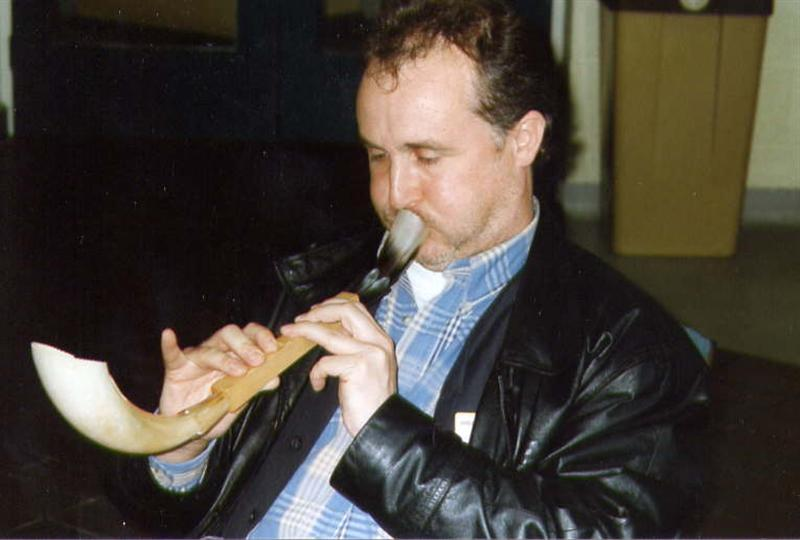
威尔士号管

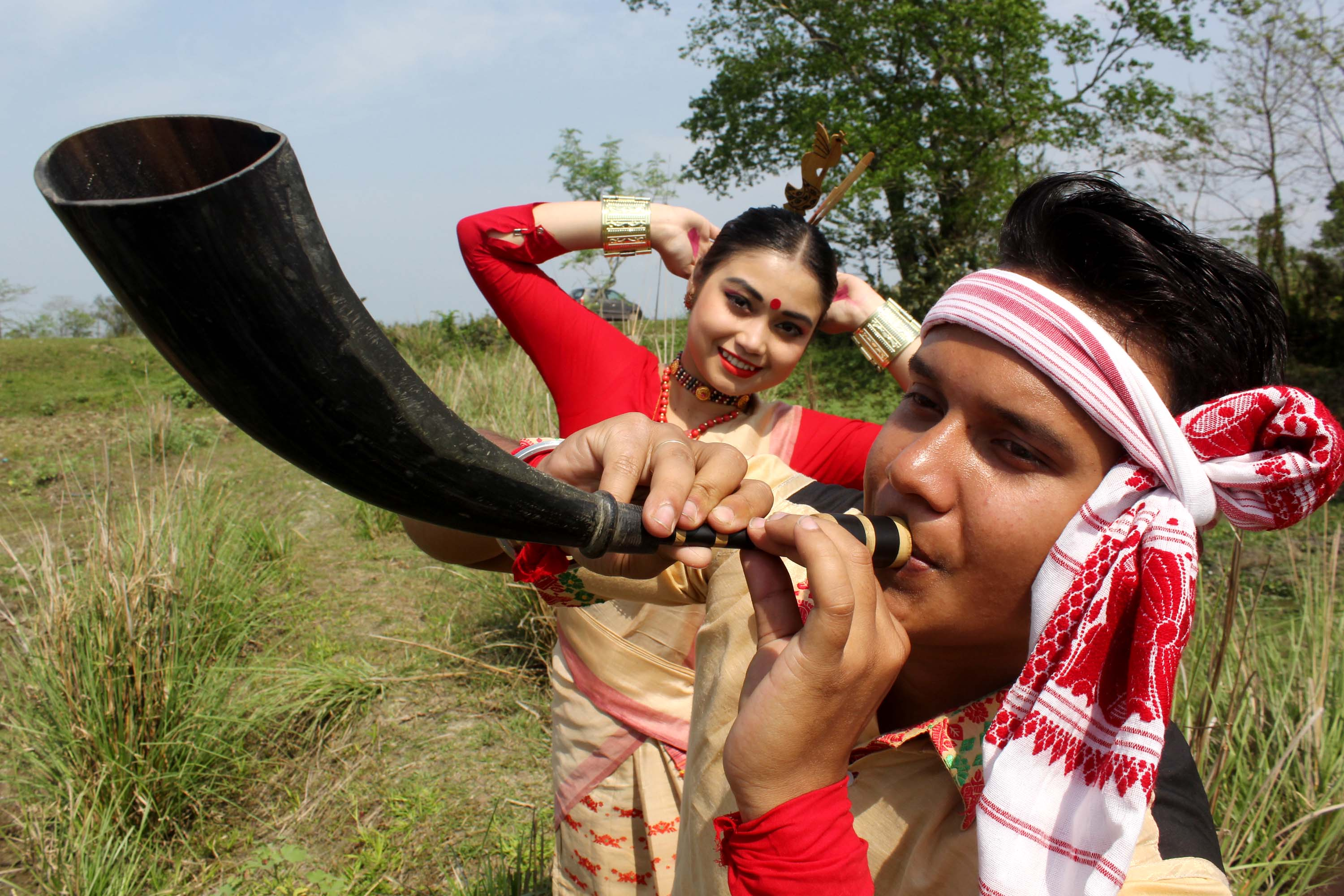
阿萨姆青年吹奏拜巴

号管（英語：hornpipe），也叫号角单簧管、号笛、角笛，是一种以牛羊的的洞角为喇叭口的单簧木管乐器；管体有指孔，一般为竹木材质；有些号管的吹口也安装洞角。

## 世界各地的号管
- 威尔士号管（英语：pibgorn (instrument)）
- 苏格兰号管（英语：stock-and-horn）
- 巴斯克号管（英语：alboka）
- 加斯托尔号管（英语：gaita gastoreña）
- 斯洛伐克号管[2]
- 拉脱维亚的牧羊人号管（英语：ganurags）
- 立陶宛的比尔比内管（英语：birbynė）
- 俄罗斯的扎列卡管（英语：zhaleika）
- 阿萨姆的拜巴（英语：pepa (instrument)）
- 彝族的马布